# Belonoglanis
Belonoglanis is een geslacht van straalvinnige vissen uit de familie van de kuilwangmeervallen (Amphiliidae).

## Soorten
- Belonoglanis brieni Poll, 1959
- Belonoglanis tenuis Boulenger, 1902